# Demonax mongtsenensis
Demonax mongtsenensis là một loài bọ cánh cứng trong họ Cerambycidae.